# Mondelez International
Kraft Foods redirige ici, pour les activités Amérique du Nord voir Kraft Foods Group
Mondelez International, Inc. ou Mondelēz International est une multinationale américaine, particulièrement présente dans les secteurs du biscuit et du chocolat, dont le siège est à Chicago (Illinois).
Elle contrôle des marques comme Cadbury, Oreo, LU, Toblerone, Côte d'Or, Milka ou encore Pépito ou Tang.
Elle est longtemps la filiale alimentaire du consortium Altria, anciennement Philip Morris Industries, sous le nom Kraft Foods, jusqu’au 30 mars 2007, date à laquelle le consortium s'en sépare.  Elle prend son nom actuel en 2012, après la scission de ses activités nord-américaines, regroupées au sein d'une entreprise distincte, Kraft Foods Group.
L'entreprise est dirigée depuis 2018 par Dirk Van de Put.
Le groupe Mondelez annonce fin janvier 2024 une croissance de 14,4 % de ses ventes sur 2023, lui permettant de dégager un bénéfice net de 4,959 milliards de dollars (4,6 milliards d’euros).

## Histoire

### Origines américaines: National Dairy et Kraft Cheese Company
L'origine de Kraft Foods est National Dairy Products Corporation (produits laitiers), entreprise spécialisée dans les glaces fondée le 10 décembre 1923 par Thomas McInnerney, par fusion de la société qu'il a créée, Hydrox Corporation, avec Rieck McJunkin Dairy Co. National Dairy se développe rapidement en rachetant de nombreuses entreprises du même secteur d'activité  aux États-Unis.
À partir de 1928, la compagnie, rebaptisée Kraft Cheese Company puis Kraft Phenix, se développe vite en rachetant des sociétés concurrentes et en ouvrant des points de vente en Europe.
En 1930, National Dairy achète Kraft Phenix. L'ensemble continuera à s'appeler National Dairy jusqu'en 1969, où la société prend le nom de KraftCo, puis Kraft en 1976.
En 1980, Kraft fusionne avec Dart Industries, propriétaire entre autres de Duracell et de Tupperware. Le groupe, nommé alors Dart & Kraft, reprit le nom de Kraft en 1987, lorsqu'il se sépara de toutes ses activités non alimentaires en raison de résultats décevants.

### Les fusions au sein de Philip Morris
Fin 1988, Philip Morris Companies prend la direction de Kraft et l'incorpore en 1989 dans sa filiale alimentaire General Foods, qui possède les marques Maxwell House, Kenco, Tang, Oscar Mayer, Jell-O ainsi que les confiseries françaises Hollywood, Malabar et Kréma. Ce rapprochement donne naissance à Kraft General Foods.
En 1990, Philip Morris se porte acquéreur du groupe Jacobs Suchard, connu pour ses marques de café et chocolats Toblerone, Jacobs, Carte Noire, Grand'Mère, Jacques Vabre, Suchard, Milka, Côte d'Or et Sugus.
En 1993, c'est au tour du chocolatier suédois Freia-Marabou et des céréales Shredded wheat de rejoindre Kraft General Foods. La même année, l'ensemble des activités européennes du groupe, Kraft General Foods Europe et Jacobs Suchard, sont regroupées en une seule unité, Kraft Jacobs Suchard.
Après avoir acheté les Cachous Lajaunie en 1997, Kraft General Foods est fusionné en 2000 avec Nabisco, connu notamment pour ses biscuits Oreo, et est rebaptisé Kraft Foods. Les marques de bonbons et chewing-gums héritées de la fusion avec General Foods, ainsi que Cachou Lajaunie sont vendues à Cadbury.
Kraft Foods se sépare de plusieurs marques Nabisco après sa fusion. Elle vend Gareautrain Co. à Wrigley, certains de ses articles d’épicerie au Canada, en particulier Del Monte et Aylmer, à ConAgra ; et ses entreprises de confiseries et d’alimentations pour animaux de compagnie commercialisées sous la marque Milk Bone à la marque Del Monte Foods.
Kraft achète plusieurs marques parallèles à son portefeuille, à l’instar de Boca Burger Co., Fruit2o et les boissons Veryfine.
Entre 2002 et 2004, Kraft Foods a supprimé 6 000 emplois et fermé 20 usines dans le monde. Puis, en 2006, alors que le chiffre d'affaires a bondi à 34,35 milliards de dollars, le groupe annonce la fermeture de 20 nouvelles usines et la suppression de 8 000 emplois.

### Acquisition de LU
Philip Morris se renomme Altria en 2003, et se sépare de Kraft Foods en 2007. Pour cela, elle a vendu ses actions Kraft Foods Altria aux actionnaires, chacun pouvant échanger 1 action Altria contre 0,7 part de Kraft.
L’investisseur Nelson Peltz achète une participation de 3 % de Kraft Foods pour 1,8 milliard USD en actions et s’entretient avec les dirigeants sur la revitalisation de l’entreprise, avec des options telles que l’achat de la chaîne de restauration rapide Wendy’s ou la vente des céréales Post Cereals et du café Maxwell House.
Le 15 novembre 2007, Kraft Foods accepte de vendre sa branche céréales Post Cereal à Ralcorp Holdings, l’une des principales entreprises de produits alimentaires privés, pour 2,8 milliards USD, via une transaction fiscalement avantageuse. Cela permettra à Ralcorp d’accroître de 50 % son chiffre d’affaires à 3,3 milliards USD. Cette transaction sera utilisée pour le paiement de la dette de Kraft, qui est de 13,4 milliards USD, et en danger de récession des indices S&P 100 et S&P 500 par le cabinet financier Standard and Poor’s.
Le 30 novembre 2007, la société, après négociations exclusives, prend la direction de LU, la branche biscuit du Groupe Danone, pour 7,2 milliards USD (5,3 milliards d’euros),, après un accord de principe signé le 2 juillet 2007. Alors que deux ans auparavant, un orage de protestations avait surgi au sujet des plans d’achat par l’américain PepsiCo, via une OPA hostile, du groupe français, l’annonce conjointe de Kraft et de Danone ne rencontre pas les mêmes réactions. Mais pour pallier une éventuelle volte-face des usines, la société promet aux salariés LU France de ne pas fermer d’usines françaises et de garder l’équipe dirigeante actuelle de l’ex-branche biscuits de Danone située près de Paris pendant au moins trois ans. Kraft est beaucoup plus puissant aux États-Unis que sur les marchés étrangers. Grâce à cette acquisition, 14 000 salariés et 32 usines de production rejoignent le groupe à travers le monde.
En septembre 2009, malgré un chiffre d'affaires de 47,63 milliards de dollars, Kraft Foods continue avec la suppression de huit autres usines et de 4 700 emplois[réf. nécessaire].

### Acquisition de Cadbury
Début 2010, Kraft Foods acquiert la société Cadbury pour 13 milliards d'euros, et redevient ainsi propriétaire des marques de confiserie qu'il avait cédées en 2000, ainsi que de Carambar, La Pie qui Chante, Stimorol, les Pastilles Vichy, les bonbons Halls ou encore le chocolat Poulain.
En France, Kraft Foods relance Les Délices Days en 2010.
En 2011, Kraft Foods transfère le centre de recherche et développement sur les biscuits, resté à Palaiseau chez Danone, dans de nouveaux locaux à Saclay, dans le centre technologique Paris-Saclay.
Le 1er octobre 2012, Kraft Foods change de nom pour celui de Mondelez International, tandis que les activités épicerie nord-américaines se scindent pour devenir Kraft Foods Group. Le nom « Mondelez », choisi à la suite d'un appel à idées auprès du personnel, est dérivé des mots « mundus » (« monde » en latin) et « delez » (une approximation pour le mot anglais « delicious », « délice »).
En mai 2014, Douwe Egberts fusionne avec les activités caféières de Mondelez. Mondelez acquiert 49 % de la nouvelle entité pour 5 milliards de dollars. La nouvelle entité, dirigée par les cadres dirigeants de Douwe Egberts, prendra pour nom Jacobs Douwe Egberts. En parallèle, Mondelēz annonce un plan nouveau de restructuration de 3,5 milliards de dollars.
En mars 2016, une grande partie des marques françaises de confiserie et de chocolat (Carambar, Kréma, La Pie qui Chante, Vichy, Poulain et Suchard) sont cédées au fonds français Eurazeo pour 250 millions d'euros. La transaction inclut les marques espagnole Dulciora et anglaise Terry’s, les cinq usines françaises qui les produisent, mais pas les cachous Lajaunie ni Hollywood Chewing Gum, dont la production est expatriée, ni l'usine espagnole qui ferme ses portes.
En juin 2016, Hershey's annonce rejeter une offre d'acquisition de la part de Mondelez International d'environ 23 milliards de dollars. Mondelez renonce à l'opération en août 2016.
En janvier 2017, Mondelez International vend une grande partie de ses activités en Australie et en Nouvelle-Zélande, y compris la marque Vegemite, à Bega Cheese pour 345 millions de dollars.
En janvier 2021, Mondelez annonce l'acquisition de la participation qu'il ne détenait pas dans Hu Master Holdings, pour 250 millions de dollars. En mars 2021, Mondelez annonce l'acquisition d'une participation majoritaire dans Grenade, une entreprise de barres céréalières, pour 200 millions de livres. Une grève se déclenche dans l'entreprise en octobre 2021.
En mai 2022, il est annoncé que Mondelēz a acquis l’activité de confiserie du Grupo Bimbo, Ricolino, pour environ 1,3 milliard de dollars américains.
En juin 2022, Mondelez annonce l'acquisition de Clif Bar pour 2,9 milliards de dollars.
En décembre 2022, Mondelez International cède ses activités chewing-gum aux États-Unis, au Canada et en Europe au groupe Perfetti Van Melle pour 1,4 Md$ (1,3 Md€). Le groupe italo-néerlandais reprend ainsi les marques  Trident (en), Stimorol et Hollywood, ainsi que les Cachou Lajaunie, et les bonbons La Vosgienne. L’accord comprend aussi la reprise des sites de production de Rockford, aux Etats-Unis et de Skarbimierz, en Pologne.

## Actionnaires
Liste des principaux actionnaires au 9 mars 2022 :
| Actionnaire                                     | %      |
| ----------------------------------------------- | ------ |
| The Vanguard Group                              | 7,73 % |
| SSgA Funds Management                           | 4,59 % |
| Capital Research & Management                   | 3,41 % |
| Wellington Management                           | 2,91 % |
| Capital Research & Management (World Investors) | 2,63 % |
| BlackRock Fund Advisors                         | 2,12 % |
| Lindsell Train                                  | 1,89 % |
| Viking Global Investors (en)                    | 1,72 % |
| Geode Capital Management                        | 1,67 % |
| T. Rowe Price Associates                        | 1,65 % |

## Identité

### Identité visuelle

En 1989 Kraft General Foods après fusion de Kraft et de General Foods
Logo de février 2009[33] à juillet 2009.
Ancien logo de Kraft Foods de 2009 à 2012[34].
Logo actuel de Mondelez International depuis 2012

### Activités
Les activités de Mondelez se répartissent en 2012 entre Europe (39 % du chiffre d'affaires), Amérique du Nord (20 %), Asie-Pacifique et Amérique latine (15 % chaque) et la région Europe de l'Est, Moyen-Orient, Afrique (11 %).

### Marques du groupe
La société Mondelez International détient plusieurs dizaines de familles de marques d'envergure internationale et/ou leaders sur leurs marchés respectifs, dont huit génèrent plus d'un milliard de dollars de chiffre d'affaires annuel :
Cadbury et Cadbury Dairy Milk, Milka (chocolats), LU, Nabisco et Oreo (biscuits), Tang (boissons en poudre).
52 autres familles dépassent quant à elles les 100 millions annuels, parmi lesquelles Côte d’Or, Toblerone, Chiclets (en), Hollywood, Halls, Stimorol et le Philadelphia cream cheese[réf. nécessaire].
| Biscuits           | Boissons       | Chocolat               | Confiserie           | Fromage & épicerie |
| Barni              | Bournvita (en) | Alpen Gold             | Bubbaloo (en)        | Philadelphia       |
| Belin              | Clight         | Cadbury                | Cadbury Eclairs (en) | Royal              |
| Belvita            | Tang           | Cadbury Creme Egg      | Dentyne              | Sottilette         |
| Chips Ahoy! (en)   |                | Cadbury Dairy Milk     | Dirol                |                    |
| Club Social        |                | Cadbury Roses          | Halls                |                    |
| Enjoy Life Foods   |                | Côte d’Or              | Hollywood            |                    |
| Honey Maid         |                | Freia                  | Sour Patch Kids (en) |                    |
| LU                 |                | Lacta                  | Stimorol             |                    |
| LU Petit beurre    |                | Marabou                | Stride               |                    |
| Mikado             |                | Milka                  | Trident (en)         |                    |
| Nabisco            |                | Daim                   | La Vosgienne         |                    |
| Newtons            |                |                        | Clorets (en)         |                    |
| Nilla (en)         |                |                        |                      |                    |
| Nutter Butter (en) |                |                        |                      |                    |
| Oreo               |                | Toblerone              |                      |                    |
| Premium (en)       |                | Chocolat noir Pavlidis |                      |                    |
| Prince             |                |                        |                      |                    |
| Ritz (en)          |                |                        |                      |                    |
| Tiger              |                |                        |                      |                    |
| Trakinas (en)      |                |                        |                      |                    |
| Triscuit (en)      |                |                        |                      |                    |
| Tuc                |                |                        |                      |                    |

## Chiffres d'affaires
| Années             | 2016   | 2017   | 2018   | 2019   |
| ------------------ | ------ | ------ | ------ | ------ |
| Chiffre d'affaires | 25 923 | 25 896 | 25 938 | 25 816 |
| Résultat net       | 1 659  | 2 922  | 3 381  | 3 831  |

## Condamnations
En mai 2024 la société est condamnée à une amende de 337,5 millions d'euros infligée par Bruxelles pour violation des règles de la concurrence européenne. Il est interdit aux détaillants de s'approvisionner dans les pays européens où les prix sont le moins cher. Par ailleurs Mondelez a « abusé de sa position dominante dans certains marchés nationaux pour la vente de tablettes de chocolat ». En tout, l'autorité de la concurrence européenne reproche à Mondelez 22 pratiques anticoncurrentielles.

## Mises en cause et controverses

### Implication de Mondelez dans le travail des enfants en Côte d'Ivoire
Kraft, comme Nestlé et d'autres entreprises importatrices de cacao, utilise du cacao produit par le travail d'enfants en Côte d'Ivoire.

### Conflit entre une couturière française et Mondelez concernant l'utilisation du nom de domaine milka.fr
L'« affaire Milka » avait été médiatisée et avait soulevé une certaine indignation au sein de la communauté geek.

### Refus de Mondelez d'utiliser le Nutri-score
Mondelez refuse d'utiliser le logo nutritionnel Nutri-score.

### Contribution de Mondelez à la déforestation en Indonésie
Les biscuits Oreo sont décriés par Greenpeace le 13 novembre 2018 pour l'utilisation de l'huile de palme issue de la déforestation, de l'utilisation des tourbières et de l'exploitation sociale. Mondelez continue d'acheter son huile de palme à Wilmar, entre autres pour la confection de ces biscuits. Wilmar est incapable de certifier une huile de palme non liée à la déforestation en Indonésie. Pour la période 2017-2018, on[Qui ?] estime à 25 000 hectares la quantité de forêts vierges, habitat des orangs-outans, qui ont été remplacées par la culture unique d'huile de palme par les principaux fournisseurs de Mondelez. 110 millions de biscuits Oreo sont produits chaque jour dans le monde.

### Proximité de Mondelez avec la Russie lors du conflit avec l'Ukraine
Après l'invasion de l'Ukraine par la Russie le 24 février 2022, Mondelez maintient ses principales activités en Russie. Dès le début, cette situation est dénoncée par un collectif de chercheurs de l'université Yale, la coalition d'organisations de la société civile B4Ukraine[source secondaire souhaitée], et les autorités ukrainiennes. Rapidement cette situation provoque également la colère d'employés du Groupe, en particulier en Ukraine, en Pologne et en Europe de l'Est. Cette situation entraine l'inscription de Mondelez comme sponsor de la guerre en Ukraine auprès de l'agence ukrainienne de prévention de la corruption le 25 mai 2023. S'ajoute à cela l'appel au boycott des marques du groupe en Suède et en Norvège.